# Enytus rufoapicalis
Enytus rufoapicalis är en stekelart som beskrevs av Horstmann 2004. Enytus rufoapicalis ingår i släktet Enytus och familjen brokparasitsteklar. Inga underarter finns listade i Catalogue of Life.